# 2003年热带风暴奥德特
热带风暴奥德特（英語：Tropical Storm Odette）是2003年12月影响加勒比地区的一场罕见的淡季热带风暴，也是2003年大西洋飓风季的第15场热带风暴，于飓风季正式结束几天后在巴拿马近海形成，最终以中等热带风暴强度登陆多米尼加共和国。
风暴在12月产生异常浓烈的暴雨，多米尼加共和国因此受到重创。不过该国在风暴前頗有准备，所以只造成8人死亡，14人受伤。经济损失总额缺乏统计，但该国单在农作物方面就损失了超过800万美元（2003年美元，相当于2025年的1367萬美元）。

## 气象历史
2003年大西洋飓风季的正式结束日期是2003年11月30日，但到这天时，仍有一股静止锋经古巴东部延伸进入西南加勒比海上空。12月1日，巴拿马以北近海的锋区范围内发展出低气压区，并且其下层中心上空还存在高空反气旋，产生有利于系统发展的外流。接下来几天里，低气压区基本没有移动，并逐渐与静止锋分离。由于有来自东太平洋的湿气和中等程度发散，低气压区内的对流有所增长。12月2日，由于风切变增多，系统出现退化，但在开始向东北方向飘流后又发展出对流。12月3日，系统表面的中心位置以北约225公里处发展出中层环流。由于有弱东风波进入这片海域，对流出现增长，结构也有改善，估计系统于协调世界时12月4日中午12点左右在京斯敦以南约560公里洋面发展成第二十号热带低气压，美国国家飓风中心起初预计低气压会向东北偏北方向移动，从海地西部上空经过。
成为热带气旋后，低气压嵌入到加勒比海东部上空高压脊和中纬度低压槽之间的西南气流，开始向东北偏东方向移动。对流组织成中心密集云区，云层格局层次分明，将部份中心包裹起来，美国国家飓风中心估计低气压已于12月4日晚升级成热带风暴，因此将其命名为“奥德特”（Odette）。虽然受到西南向风切变的不利影响，但风暴在获得命名后继续增强，微波卫星图像上呈现出眼状特征，系统中还发展出四分之三的中层风眼墙。美国国家飓风中心估计，奥德特的风速约为每小时65至85公里，但由于缺乏结构数据，实际风速有可能更高。由于对流结构略有退化，眼状特征也相应消失，飓风猎人侦察机于12月5日中午12点左右首次飞入风暴观察。气旋进入的海域表面温度较高，总体云层格局逐渐改善，地球物理流体动力学实验室估计奥德特会达到飓风强度标准。12月6日清晨，经热带降雨测量使命卫星测算，风暴中风眼墙的闭合程度已达80%。早上6点，气旋在多米尼加共和国圣多明哥西南方向约395公里洋面达到风力时速100公里的最高强度。
达到最高强度后，奥德特开始加速向东北前进，风切变因此减少，西南向外流也略有增多。下层环流中心的移动速度在接近伊斯帕尼奥拉岛时有所降低，但对流仍在继续快速向东北前进。由于无法保持垂直结构，风暴略有减弱，于12月6日晚上23点左右从佩德纳莱斯省的雅拉瓜国家公园登陆多米尼加共和国。系统环流在穿越该国期间受到扰乱，于12月7日以风速每小时75公里强度进入大西洋。气旋加速向东北方向的冷锋逼近，其中心与12月7日晚与冷锋融合，奥德特至此转变成溫帶氣旋。系统残留继续快速向东北移动，最终于12月9日在锋区内失去踪影，这片锋区还在几天后吸收了热带风暴彼得。

## 防灾措施

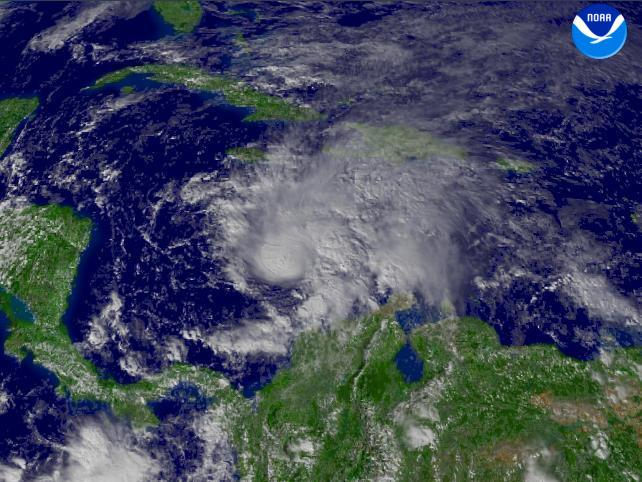
热带风暴奥德特位于南加勒比海上空

多米尼加共和国政府在预计奥德特来袭前要求上万居民疏散，其中大部份生活在河流附近。全国一共设立了至少2000所避难所，足以容纳80万人。此外，该国政府还用军队强制撤离了部份不愿离开家园的居民。之前三个星期里，多米尼加的土地已因频繁降雨而饱和，所以政府将居民疏散以防万一。
12月4日，圣多明哥到多米尼加共和国和海地边境之间地区收到热带风暴观察预警，这时距风暴登陆还有56小时。12月5日，预警在气旋登陆前32小时升级成热带风暴警告。此外，海地和牙买加的所有沿海地区都收到了热带风暴警告。

## 影响
奥德特位于西南加勒比海期间降下倾盆大雨，并且暴雨从风暴形成前就已开始。系统在连续多天里為巴拿马、哥斯达黎加和尼加拉瓜带來雨水，哥伦比亚的哥伦比亚港总雨量达200毫米。牙买加降雨程度中等，圣安娜区和圣玛丽区有多条道路水浸。

### 多明尼加共和国

风暴在多米尼加共和国引发的洪灾

热带风暴奥德特给多明尼加共和国带來的风力相对小，最强阵风出现在圣多明哥，时速约97公里。当地的暴雨持续了几小时，绍纳岛的降雨量最高，达230毫米。另外还有多地降雨超过100毫米。过量的雨水引起山洪爆发和泥石流，再加上之前的降雨，多条河流泛滥成灾。此外，有报道称圣多明哥附近出现龙卷风，摧毁了一套房屋，另有多套被拔出地面。
洪水和泥石流損壞了6万民宅，摧毁了34套。阵风引发停电。河流洪灾致使两座桥梁倒塌，中断了多个社区与外界的联系。山泥傾瀉掩埋多条道路，不过路段很快就恢复通行。降雨还淹了农田，农作物严重受损。多达85%的香蕉毁于一旦，本已接近收割季节的咖啡也损失慘重。多明尼加共和国的农业损失约800万美元（2003年美元，相当于2025年的1367萬美元）。此外，大范围洪水还污染了水源，导致灾后很多地区没有洁净水或卫生设施。
热带风暴奥德特一共致使多明尼加8人遇难，14人受伤，其中大部份是因山洪爆发或泥石流所致。此外，还有两人在风暴期间心脏病发去世，属气旋间接引起。邻近的海地所受影响很小。

### 波多黎各和美属维珍群岛

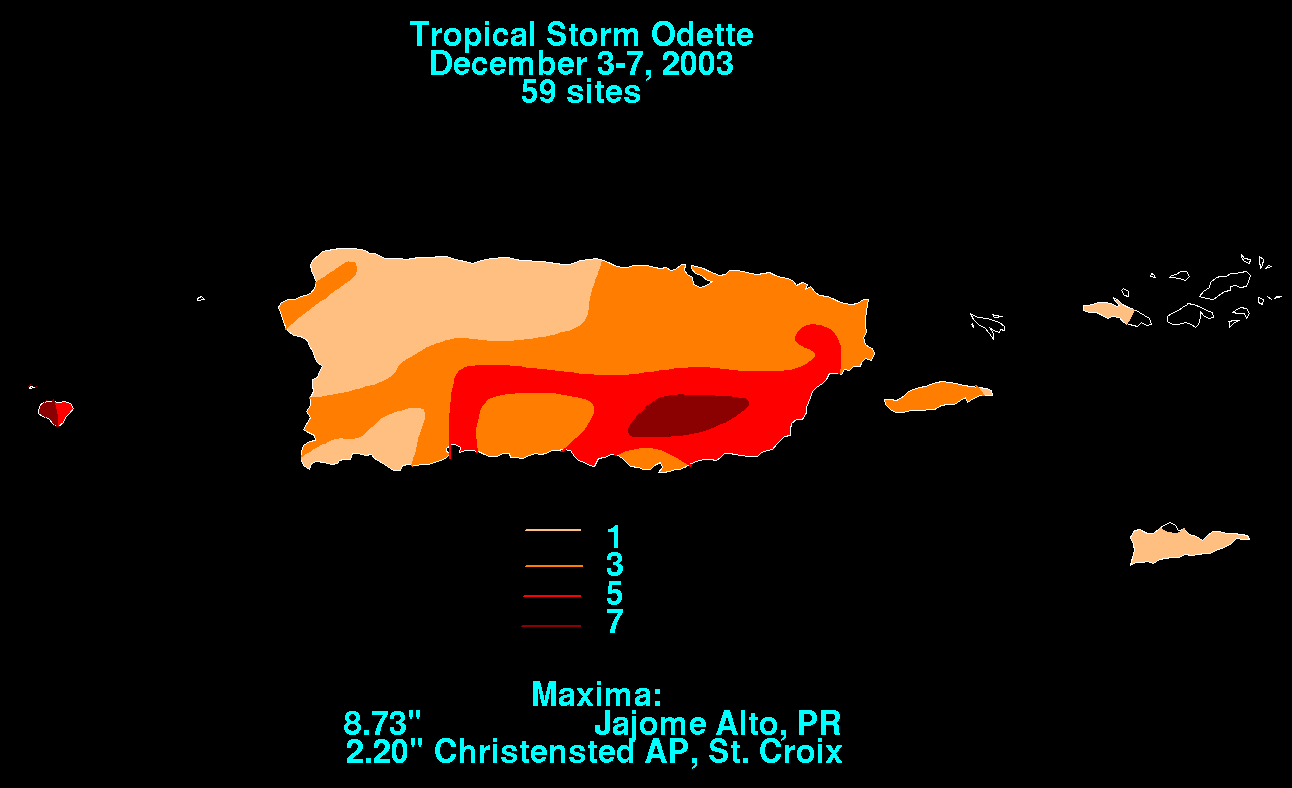
风暴产生的降雨量总计，颜色越深的地方降水越多，数字单位为英寸。

奥德特在马亚圭斯以西约450公里海面掠过，给波多黎各和美属维珍群岛带來中等程度降雨。波多黎各东南部降雨量最大，最高达到221.74毫米。圣克洛伊岛的克里斯琴斯特德也有55.9毫米降雨。
波多黎各几乎全部河流都因降雨而泛滥，摧毁了3座桥梁，帶來2万美元（2003年美元，相当于2025年的3.42萬美元）的损失。洪水还在乌马考的一处墓地引发泥石流，另有多条道路被洪水淹没，不过波多黎各和美属维珍群岛总体破坏程度很低。

## 善后和纪录
热带风暴奥德特共影响了6万5000人。多米尼加共和国红十字会和红新月会派出105名義工赶赴灾区，其中又以基度山省为主。该组织向数以千计的居民提供食品、卫生用品和蚊帐。红十字会还向缺乏洁淨水源和卫生设施的基度山省居民提供了一个容量5000升的水箱。
奥德特于12月4日形成，是近200年来加勒比海在12月形成的第一个热带风暴，根据记载，上一次在12月形成的加勒比海热带风暴在1822年。雖然1989年的热带风暴卡伦在11月在西北加勒比海形成，但一直持续到12月。此外，奥德特还是自1984年飓风丽丽以来第一个在12月形成的大西洋风暴。
热带风暴奥德特的形成也标志着2003年大西洋飓风季成为继1953年以来无论是在正式开始前还是结束后都有风暴形成的大西洋飓风季，其中季前形成的是4月的热带风暴安娜。